# René Mavoungou Pambou
René Mavoungou Pambou, né le 27 novembre 1959 à Madingo-Kayes, est un chercheur en ethnolinguistique congolais.

## Biographie
René Mavoungou Pambou naît à Madingo-Kayes le 27 novembre 1959. 

### Formation
Après des études à l'Université Paris-Sorbonne, à l'Institut national des langues et civilisations orientales (INALCO) et à l'université Paris 7 - Jussieu, René Mavoungou Pambou est détenteur d'un doctorat en ethnolinguistique. Ses recherches portent sur la langue, la culture et la société traditionnelle des Kongo du Loango que sont les Yombe, Lumbu, Kugni, Vili sans oublier les pygmoïdes Bongo, qu'il veut sauver de l'oubli, notamment par le biais des proverbes.[réf. nécessaire]

### Vie active
Il a écrit les paroles de l'hymne du royaume de Loango, Mbot' Sambwâli (« Les sept étoiles » en vili).

## Ouvrages
- 1996 : Thèse de doctorat soutenue sous la direction de Robert Jaulin: Contribution à l'étude socio-culturelle Vili à travers les proverbes (république du Congo) - Paris 7 -  (ISBN 9782729521721) - 726 pages[2],[3]
- 1997 : Proverbes et dictons du Loango en Afrique centrale: langue, culture et société, Volume I - Editions Bajag-Meri,  (ISBN 2911147049 et 9782911147043) - 150 pages
- 2000 : Proverbes et dictons du Loango en Afrique centrale: langue, culture et société, Volume II - Editions Bajag-Meri,  (ISBN 2911147081 et 9782911147043) - 196 pages
- 2016 : Panorama de la littérature orale du Loango : étude des proverbes, Préface d'Auguste Miabeto Ladi; Collection : Germod - Editions Paari,  (ISBN 978-2-84220-093-0) - 324 pages[4]